# Oriol Paulo
Pour les articles homonymes, voir Paulo.
Oriol Paulo est un réalisateur et scénariste espagnol né en 1975 à Barcelone. En quelques films, il s'est imposé comme l'un des chefs de file du thriller européen.

## Biographie
Formé à l’université Pompeu Fabra Barcelone et au Film School Los Angeles, Oriol Paulo se nourrit des polars d'Agatha Christie et Alfred Hitchcock. De retour en Espagne, il devient monteur, puis scénariste, coécrivant notamment Les Yeux de Julia (Los ojos de Julia) avec Guillem Morales en 2010.
Le succès de ce film lui permet de réaliser son premier film en 2012, le thriller El cuerpo, primé à Festival du film espagnol Cinespaña de Toulouse et nommé aux Prix Goya, puis en 2017 L'Accusé (Contratiempo) qui obtient un inattendu succès international. Se situant dans l'héritage d'Henri-Georges Clouzot, Alfred Hitchcock ou plus récemment David Fincher, il affirme : « Ce que j’essaye de faire, c’est d’intégrer les grands classiques du suspens au sein du XXIe siècle ».

## Filmographie

### En tant que réalisateur

#### Courts-métrages
- 1998 : McGuffin
- 2001 : El foro
- 2002 : Tapes
- 2002 : Eve

#### Longs-métrages
- 2012 : El cuerpo
- 2017 : L'Accusé (Contratiempo)
- 2018 : Mirage (Durante la tormenta)
- 2022 : Les Lignes courbes de Dieu (Los renglones torcidos de Dios)

#### Série télévisée
- 2016-2017 : Nit i dia (11 épisodes)
- 2021 : Innocent
- 2024 : Dernière nuit à Tremor

#### Téléfilm
- 2006 : Ecos

### En tant que scénariste

#### Courts-métrages
- 1998 : McGuffin
- 2002 : Tapes
- 2002 : Eve

#### Films
- 2010 : Les Yeux de Julia (Los ojos de Julia) de Guillem Morales
- 2012 : El cuerpo de lui-même
- 2016 : Secuestro de Mar Targarona
- 2017 : L'Accusé (Contratiempo) de lui-même
- 2018 : Mirage (Durante la tormenta) de lui-même

#### Séries télévisées
- 2004 : Majoria absoluta (2 épisodes)
- 2004-2009 : El cor de la ciutat (57 épisodes)
- 2016-2017 : Nit i dia (25 épisodes)
- 2021 : Innocent (El inocente)

#### Téléfilms
- 2004 : Pataghorobí de Ricardo Llovo (coécrit avec Juan Vicente Pozuelo et Curro Royo)
- 2006 : Ecos de lui-même (coécrit avec Juan Vicente Pozuelo et Curro Royo)
- 2006 : Meurtres au féminin (Codi 60) de C. Martín Ferrera (coécrit avec Carmen Fernández Villalba et Lara Sendim)

## Distinctions

### Récompenses
- Festival du film espagnol Cinespaña de Toulouse 2013 : Prix du public pour El cuerpo
- Northwest Film Center 2017 : Prix du public dans la section « After Dark Sidebar » pour L'Accusé
- Prix Yoga 2018 : Pire film espagnol pour L'Accusé

### Nominations
- Prix Gaudí 2011 : Meilleur film en langue non catalane Les Yeux de Julia, partagé avec Guillem Morales
- Festival du film espagnol Cinespaña de Toulouse 2013 : Violette d'or du meilleur film El cuerpo
- Cérémonie des Goyas 2013 : Meilleur nouveau réalisateur pour El cuerpo
- Prix Gaudí 2011 : Meilleur film en langue non catalane El cuerpo, partagé avec Lara Sendim
- Prix José María Forqué 2014 : Meilleur film El cuerpo
- Northwest Film Center 2017 : Prix du public pour le meilleur film L'Accusé